# المؤتمر السادس للتحالف الدولي لحقوق المرأة

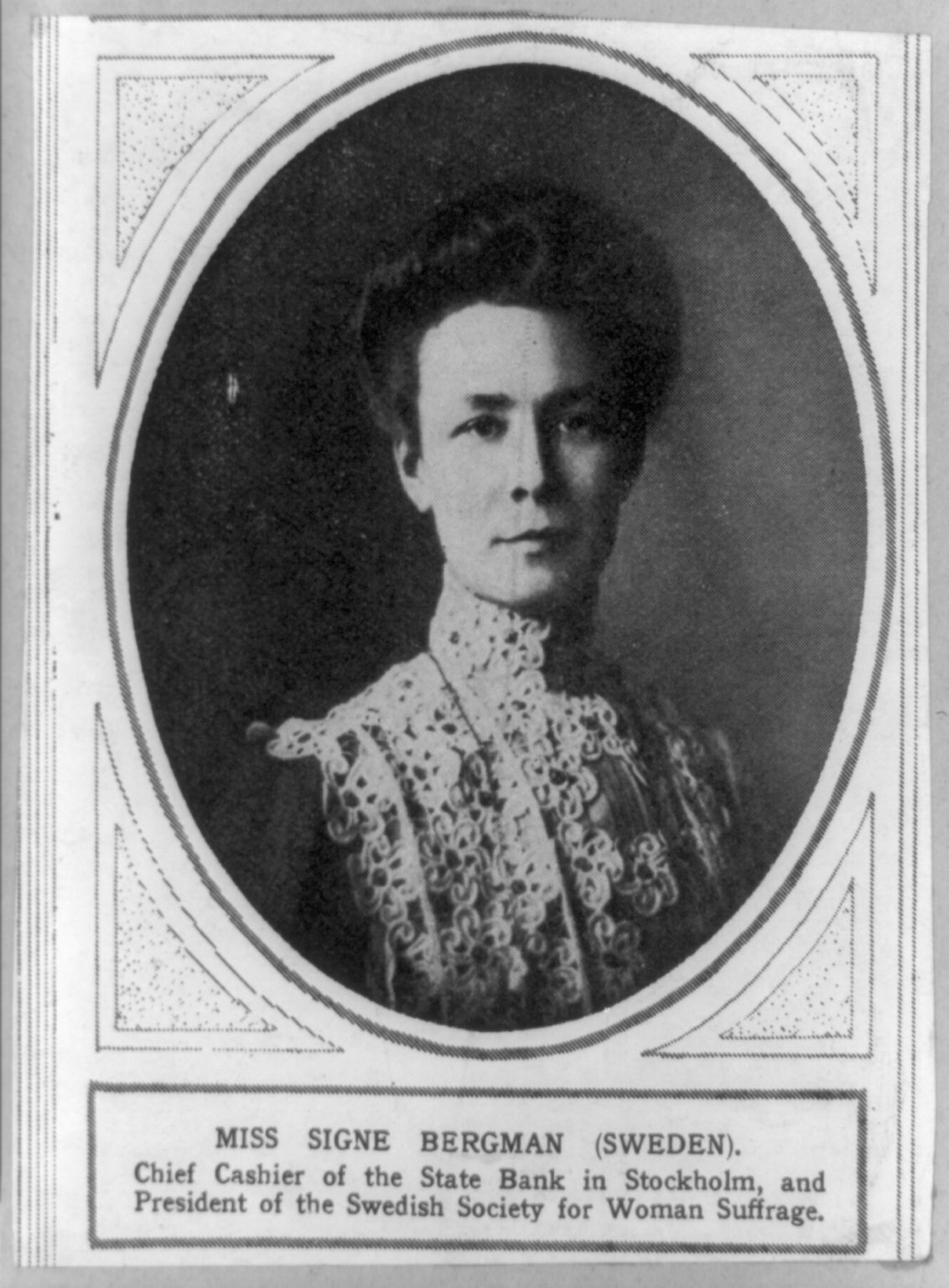

انعقد المؤتمر السادس للتحالف الدولي لحقوق المرأة في يونيو عام 1911 في ستوكهولم بالسويد. كان يقودها رئيس المنظمة، "كاري تشابمان كات". كان هناك 24 دولة منظمة في الحضور. كانت إحدى نتائج المؤتمر هي تشكيل رابطة دولية للرجال التي انضمت إليها  من نيويورك وإنجلترا وهولندا والمجر وألمانيا وفرنسا. ألقت آن مارجريت هولمجرين خطاب مساء الاثنين. تحدث إثيل سنودن أيضًا. في مساء يوم الثلاثاء، تحدثت سلمى لاغيرلوف قائلة: "المرأة مع الرجل إلى جانبها، أنشأت المنزل المثالي؛ لقد حان الوقت الآن لكي تتعاون المرأة مع الرجل، ويمكنها معًا إنشاء" الدولة المثالية "

## استعدادات
وتألفت اللجنة التي تم تعيينها للتحضير للمؤتمر والتي كانت تعمل قبل عدة أشهر من اللجنة التنفيذية للمجلس المركزي للجمعية الوطنية لحق التصويت ورؤساء اللجان الفرعية المشكلة لأغراض مختلفة. عمل سيدني بيرجمان كرئيس، وأكسيان ثورستينسون نائبا للرئيس، وآنا فريسيل كأمين للصندوق، ونيني كونبرجر وإليز كارلسون كأمينتين. كان اليكسن فيرجين على رأس لجنة المالية. تم عمل لجنة الصحافة بواسطة الس كلين. كانت ليلي لوران على رأس لجنة المحليات. ترأس ليزنسكي دارسين لجنة الاحتفالات. كان عزالين بيمان رئيس مكتب الإعلام. قام الفيلد لام وإيفان دين بإدارة أعمال طلاب الجامعة الثلاثين الذين خدموا بصفحات. على رأس لجنة السفر كان الدكتور مارتن فيستر هالبرغ، الذي رتب الرحلة إلى لابلاند.

## إجراءات
عُقد المؤتمر السادس ومؤتمر التحالف الدولي لحق المرأة في التصويت في قاعة الولائم في فندق غراند، ستوكهولم، في الفترة من 17 إلى 17 يونيو 1911. لقد كان قدوم كاري شابمان كات، رئيس التحالف، على نطاق واسع. كانت قد استقبلت في كوبنهاغن مع مرتبة الشرف الوطنية من قبل وزراء الحكومة والمفكرين الأجانب. في كريستيانيا، قوبلت بتحية من رئيس الوزراء السابق وعنوان رسمي للترحيب من الحكومة واستقبله الملك هاكون. في خضم كل ذلك، طرح مشروع قانون حق المرأة في التصويت في مجلسي البرلمان. اصطحب الرئيس الدولي إلى مجلس النواب من قبل مجموعة من النساء احتشدن في صالات العرض. بعد مناقشة عاصفة، حصل مشروع قانون منح نساء السويد على أصوات الأغلبية. في وسط التصفيق، سُرّ كات إلى الغرفة العليا، معقل الطائفة والمحافظة. لم يحفظ وجودها الفاتورة من الهزيمة المعتادة.
افتتح المؤتمر بممثلين من 24 جمعية وطنية تابعة ولجنتين، النمسا والنمسا. أرسلت حكومة النرويج كمندوبة رسمية لها الدكتورة كريستين بونفي. امتلأت قائمة المندوبين بسبع صفحات مطبوعة، حيث حصلت الولايات المتحدة وهولندا والسويد على الحصة الكاملة المؤلفة من اثني عشر مندوبًا واثني عشر مناوبًا، بينما كانت ألمانيا تفتقر إلى ثلاثة فقط من هذه الأخيرة، في حين كان لدى بريطانيا العظمى وفرنسا والدانمارك والنرويج وفنلندا والمجر اثنا عشر أو أكثر. ستة كانوا حاضرين من روسيا. وبلغ عدد ممثلي بلغاريا وصربيا وسويسرا وجنوب أفريقيا وآيسلندا وكندا. من بين المندوبين الشقيقين من المنظمات الأخرى، لم يكن هناك نهاية - حوالي 70 رجلاً وامرأة - من بينهم أعضاء في اتحادات الرجال الخمسة لحق المرأة في الاقتراع - في الولايات المتحدة وبريطانيا العظمى وهولندا والمجر والسويد. بالإضافة إلى الكلمات المنطوقة، تمت قراءة الرسائل وبرقيات التحية من المجتمعات والأفراد في اثني عشر دولة مختلفة. وكان من بين الضيوف البارزين في هذه المناسبة الدكتورة سلمى لاجرفوف من السويد، التي حصلت مؤخراً على جائزة نوبل للآداب، وهيلينا ويسترمارك من فنلندا. وكان من بين المتحدثين البارزين العمدة كارل ليندهاجن وإرنست بيكمان، م. ب. القس كنوت هنينج جيزيليوس فون شيل، أسقف فيسبي، القس الدكتور صموئيل فرايز. كانت الطالبات والصفحات من الطالبات في الجامعات.
بعد ظهر يوم الأحد الذي يسبق المؤتمر، تم كسر سابقة جميع العصور الماضية عندما بشرت الدكتورة آنا هوارد شو في كنيسة ولاية غوستا فاسا القديمة. مساء الأحد، تم استقبال حفل استقبال في مطعم روزنباد للضباط ورؤساء الهيئات الوطنية المساعدة واللجنة السويدية للترتيبات من قبل رئيسها بيرثا نوردينسون.
قال التقرير الرسمي للجلسة التنفيذية الأولى صباح الاثنين: "الآنسة جانيت ريتشاردز، مندوبة الولايات المتحدة الأمريكية، مع خطاب رائع، قدمت إلى التحالف من الدولة التي أعطت مؤخراً حق الاقتراع الكامل للنساء في المطرقة التي تحمل النقش:" إلى "WSA International" من رابطة واشنطن للمساواة في التصويت ". أُعلن عن تشكيل رابطات الاقتراع الوطنية في أيسلندا وصربيا وتم قبولها بكل سرور كمساعدين، مما رفع العدد إلى ستة وعشرين. وقد ساهمت البلدية بـ 3000 كرونة في المؤتمر الذي ثبت أنه الأكبر على الإطلاق في ستوكهولم، حيث تم بيع التذاكر الموسمية إلى 1200 شخص والمئات الآخرين اشتروا تذاكر لحضور الاجتماعات المختلفة، وطوال الأسبوع بأكمله، كانت أعلام الدول الممثلة في المؤتمر تطفو من أعلام الأعلام التي تصطف رصيف أمام فندق جراند المواجه للقصر الملكي، بقدر ما يمكن أن تصل العين، في كل وقت كانت السيدة كات في المدينة كان العلم الأمريكي يركضها كضيف عام أينما ذهبت وتراجعت الألوان السويدية.
افتتح المؤتمر رسميًا بعد ظهر يوم 12 يونيو مع خطاب الترحيب من آنا وايتلوك، القائم بأعمال رئيس الجمعية الوطنية للاقتراع في السويد، وهون. إرنست بيكمان، م. ب. رئيس الرابطة الوطنية الليبرالية السويدية، ورد من التحالف قامت به كريستال ماكميلان من بريطانيا العظمى، ووكيل ميليسنت غاريت فويسيت، نائب أول رئيس له. قدمت آنا كليمان، رئيسة جمعية الاقتراع في ستوكهولم، راية التحالف الجميلة المطلية بالذهب الأبيض، والتي حملها ستة طلاب جامعيين يرتدون ثيابًا بيضاء مع ألوان من الألوان السويدية. أعلن كات أن علم التحالف كان يطير الآن فوق فندق جراند حيث تم تجميعهم. كانت اللافتة هي هدية لوتن فون كرومير، وهي صاحبة حقوق اقتراع رائدة في السويد، وعلم شركة الشاي الأطلسي والخليجي والباسفيكي المقيمة في الولايات المتحدة. أغنية اقتراع كتبها K.G. غنت أوسيانيلسون والموسيقى ألحان هيوغو ألفين لهذه المناسبة من قبل جوقة المرأة في غوتنبرغ، وبعد ذلك قدم مندوب رسمي من الحكومة تحياتها في حين ارتفع الجمهور وأعلام الدول لوح من صالات العرض. تلقت كات تصفيقًا لأنها جاءت إلى مقدمة المنصة لإعطاء عنوانها. لقد ملأت ثلاث وعشرون صفحة من الدقائق المطبوعة وكانت بمثابة استئناف كامل للموقف المبكر للمرأة، والتغيرات الهائلة التي حدثت والعمل العظيم الذي كان يقوم به التحالف.
في حفل الاستقبال الرسمي الذي أقامته الرابطة الوطنية للاقتراع في السويد في المساء، استقبلت آن مارغريت هولمغرين الضيوف، وتمت الاستجابة من قبل مارجريت هودجز، أستراليا. غابرييلا دانزروفا، بوهيميا؛ السيدة ديزي مينور، النمسا؛ الآنسة هيلين كلاي - بيترسن، الدنمارك؛ الآنسة آني فوروهيلم، فنلندا؛ السيدة ديويت شلمبرجير، فرنسا؛ الدكتورة أنيتا أوغسبيرغ، ألمانيا؛ أولغا أنغار، المجر؛ السيدة فيليب سنودن، بريطانيا العظمى. وأعقب هذه الأنشودة أغنية جميلة قدمتها جوقة غوتنبرغ والكلمات والموسيقى للنساء.
خلال المؤتمر، قدم اللفتنانت كولونيل و. أ. مانسفلدت من هولندا تقريرًا عن رابطة الرجال من أجل حق المرأة في الاقتراع. جان دو برويل عن فرنسا الدكتور ألكسندر باتاي من المجر؛ أعلن فريدريك ناثان عن الولايات المتحدة، وتأسيس رابطة دولية للرجال مع مانسفيلد كسكرتير.
كانت تقارير عمل مختلف الفروع ومناقشتها، التي قدمت إلى التحالف تجربة وآراء النساء من جميع أنحاء العالم، أهم ميزة في المؤتمر. الأكثر حيوية وحيوية من هذه المناقشات كانت واحدة ذات طابع سياسي، مقسمة إلى ثلاثة أجزاء:
ما العمل السياسي الذي قامت به النساء في البلدان المحرومة، وما علاقتهما بالأحزاب المختلفة وكيف يعاملهن هؤلاء؟ هل لديهم أي نصيحة لهذا العرض؟ بقيادة السيدة هودج، السيدة لويز كيلهاو، النرويج؛ د. تكلا هولتين، م. ب، فنلندا.
كيف يمكن استخدام التأثير السياسي للمرأة بشكل أكثر فاعلية على البرلمانات والحكومات؟ بقيادة السيدة سنودن؛ السيدة آنا ب. ويكسل، السويد؛ الدكتور كاث شيرماشر، ألمانيا؛ ملكة جمال ريتشاردز.
ما هي علاقة حركة الاقتراع بالأحزاب السياسية في البلدان المحرومة؟
بقيادة إيلين هانسن، الدنمارك؛ روزيكا شويمر، المجر؛ مدام بيتشون، فرنسا؛ زينيدي ميروفيتش، روسيا، كان هناك اختلاف واسع في الرأي، ولكن في النهاية تم تبني قرار بالإجماع بأن «مجتمعات الاقتراع النسائية تقوم بعملها الأفضل عندما يتم تنظيمها بطريقة غير حزبية». من أجل إزالة سوء التفاهم المستمر، تم اعتماد بيان قدمته السيدة كات لتوضيح صياغة القرار التي تطالب «بحق المرأة في الانتخاب بنفس الشروط التي يمارسها أو قد يمارسها الرجال». وأعلن أن الحلف لم يتخذ في أي وقت من الأوقات موقفًا مع أو ضد أي شكل خاص من أشكال الاقتراع، لكن المجتمعات التابعة لها تُركت حرة تمامًا في تحديد ما الذي سيطلبونه لأنفسهم. لم يعرب التحالف عن رأيه فيما يتعلق بما ينبغي أن يكون مؤهلاً للحرمان، فهدفه الوحيد هو إرساء مبدأ أن الجنس يجب ألا يكون غير مؤهل.
الدكتور شيسكين يافين
تحدثت متحدثات بارزات في دار الأوبرا الملكية في ستوكهولم في الليلة الثانية من المؤتمر. ترأس كات وألقيت كل من الآنسة ويسترمارك والدكتور أوجسبورج والسيدة سنودن والملكة شويمر والدكتور شو والسويد سلمى لاجرلوف. وكان الأمر الآخر الذي اختلف عن كل ما سبق هو التجمع الكبير في حديقة سكانسن، حيث تحدث متحدثون من عشرة بلدان في الساعة السابعة صباحًا، من منصتين، أمام جمهور الآلاف. تلا ذلك حفل عشاء في حديقة المنزل، هوجينلوفت، مع الموسيقى، ثم في الهواء الطلق، شاهد الزوار الرقصات الوطنية والمواكب التي قام بها الشباب في أرجاء البلاد.
على الرغم من أن اللغات الرسمية للتحالف هي الفرنسية والألمانية والإنجليزية، فقد عقد اجتماع مزدحم في إحدى الأمسيات في دار الشعب مع الخطب باللغات الاسكندنافية. افتتح العمدة ليندهاجن، وهو مدافع متحمس عن حق المرأة في الاقتراع. في جلسة أخرى، نظرت الدكتورة شيسكين-يافين في مسألة المرأة في البرلمان الروسي ؛ آفاق الاقتراع في بوهيميا للسيدة ماريا توموفا، المرشحة الأخيرة للبرلمان ؛ مستقبل نساء جنوب إفريقيا بقلم نينا بويل. عقد اجتماع خاص بعد ظهر أحد الأيام في قاعة الجمعية المسيحية للشابات. ماري ستريت، ألمانيا ؛ تم تعيين ماريا فيرون، فرنسا، والآنسة ماكميلان لتجميع كتيب من المعلومات حول حق المرأة في التصويت في جميع الأراضي لاستخدامها في أعمال الدعاية.
ألقى الرئيس الدولي في سالتسجوبادن الكلمة الختامية للمؤتمر.